# Han Kwang-song
Han Kwang-song (kor. 한광성, MCR: Han Kwang Sŏng; ur. 11 września 1998) – północnokoreański piłkarz grający na pozycji napastnika w klubie 4.25 Sports Club oraz reprezentacji KRLD.

## Kariera piłkarska
Od 2015 trenował w akademii włoskiego Cagliari. W 2017 klub oficjalnie potwierdził podpisanie kontraktu z 18-letnim wówczas Koreańczykiem. Han został zatem pierwszym w historii Serie A zawodnikiem z KRLD. Zadebiutował w meczu z Palermo, wchodząc na boisko w 86. minucie. Swojego pierwszego gola zdobył w kolejnym meczu, z Torino, pokonując w doliczonym czasie gry Joe Harta.
W sierpniu 2017 roku został wypożyczony do drugoligowej Perugii. W swoim pierwszym meczu w tym klubie zdobył trzy gole. 1 lutego 2018 zakończył okres wypożyczenia i wrócił do Cagliari. 15 sierpnia 2018 ponownie wypożyczony do Perugii.
W 2019 został zawodnikiem Juventusu, lecz nie grał w pierwszej drużynie. Zamiast tego grał w rezerwach w Serie C.
W styczniu 2020 roku Han przeszedł do Al-Duhail SC. Klub z Kataru zapłacił za ten transfer 5 mln €.
Z powodu sankcji przeciwko KRLD w związku z rezolucją ONZ z 2017 roku, w styczniu 2021 roku Han musiał rozwiązać kontrakt z Al-Duhail, ponieważ uznano, że jego transfer naruszał te sankcje.

### Reprezentacja
W 2014 roku brał udział w Juniorskich Mistrzostwach Azji 2014, wygranych przez reprezentację KRLD, a także w Mistrzostwa Świata U-17 rok później.